# Bes (godheid)
Bes of Bisu (Oudgrieks Βησάς) is in de Egyptische mythologie een van de oudste goden van het pantheon.

## Afbeelding en functie
Bes wordt afgebeeld als een schrikwekkende dwerg met groot gebaard leeuwengezicht, platte neus, uitgestoken tong, ruwe wenkbrauwen, grote uitstaande oren, lange dikke armen, gebogen benen en een staart. Soms draagt hij een pantervel. Op het hoofd draagt hij een kroon met hoge pluimen, die veel op de haartooi van de godin Satet lijkt, ook een lid van de godentrias van Elefantine. Hij was een god die verbonden was met vreugde en wijn, maar ook met geboorte en met het afschrikken van demonen en andere vijanden.
Hij is het type van de vrolijke goed geschapen gelukkige Soedanese man, die van goed eten en drinken houdt en van plezier maken, feesten en amusement, en die altijd klaar stond om de liefde te bedrijven en om zijn vijanden te bekampen.

## Herkomst en cultus
Zijn pygmeeënvorm en haartooi geven aan dat het om een godheid van Soedanese origine gaat. Er is geen twijfel dat zijn cultus zeer oud is.. Doorgaans wordt hij in tegenstelling tot andere Egyptische godheden, afgebeeld in vooraanzicht, zoals de naakte godin Qetesh en verschijnt dan als danser of muziekspeler. Hij bespeelde de lier en de harp, en trad waarschijnlijk als tribaal zanger op. Als soldaat draagt hij een korte tuniek met riem en houdt hij een kort zwaard in de rechterhand en een schild in de linker.
Bes was nooit een god waarvan het priesterschap een grote rol speelde, maar hij was wel populair onder het gewone volk, vooral in de late tijd. In die dagen ontstond er vooral in de Westelijke Oases een cultus rond Bes. Enkel in de Bahiria-oase is er een kleine tempel aan hem gewijd. Voor de rest gaat het om een vaak aangeroepen populaire schutsgodheid. Men vond talloze kleine amuletten of beeldjes van hem. Ook op het hoofdeinde van bedden werd hij afgebeeld als apotropaeïsche (onheil afwerende) figuur. Er zijn ook kleine papyrusblaadjes gevonden met toverspreuken die dienden als schietgebedjes.
De oudste vermelding van Bes komt uit de Piramide Tekst (§ 1768 c), waar sprake is van 'de staart van Bes'.

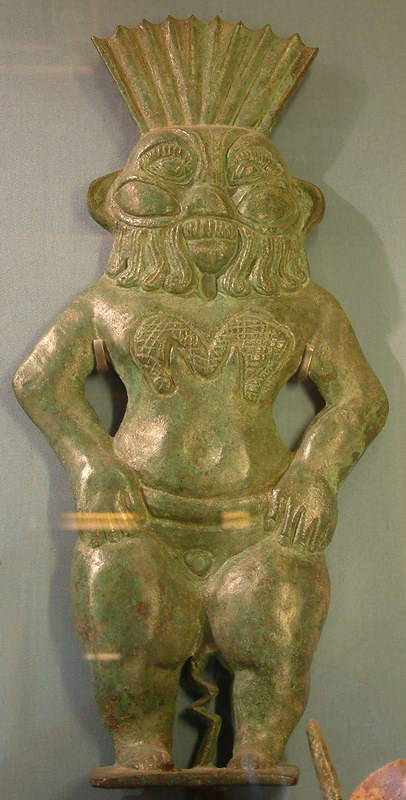
Bes in het Louvre

In het rijk van Thoetmosis I wordt hij met de nijlpaardgodin Taweret of Apet geassocieerd en ze worden beiden aangetroffen in de geboortekamer waar koningin Hatsjepsoet op het punt staat geboren te worden. Maar de dwerg of pygmee moet met een heel oud Soedanees volksgeloof geassocieerd zijn geweest. Koning Assa (Vde dynastie) stuurde een hoge beambte naar het 'Land van de Geesten' in Soedan, en deze kwam met een pygmee terug die 'de dans van de god' voor hem danste. Een andere afgezant, Herkhuf bracht eveneens een pygmee bij Pepi II in Memfis. In de Piramide Teksten worden drie farao's geïdentificeerd met 'de dwerg van de dans van de god die het hart van de god vermeide'. (§ 1189 a). Zoals bekend was dansen in Soedan en op andere plaatsen een daad van toewijding. Thoetmosis III danste voor de godin Hathor.
Onder het Nieuwe Rijk ondergingen de attributen van Bes aanmerkelijke wijzigingen. Er werden tatoeages van Bes aangetroffen op de dijen van dansers, muzikanten en slavinnen.
De naam van Bes is overgeleverd in het Koptisch als BESA. De vrouwelijke wederhelft van Bes werd Beset of Besit genoemd.